# Mincovna v Złotém Stoku
Bývalá mincovna v Złotém Stoku je historická budova ze 16. století, která se nachází v centru někdejšího horního města Złoty Stok (německy Reichenstein, česky Rychleby) v polském Dolnoslezském vojvodství. Mincovna, v níž razili svá platidla i představitelé významných českých šlechtických rodů z Poděbrad a z Rožmberka, je chráněná jako kulturní památka.

## Historie
Již od první poloviny 14. století století bylo minsterberské knížectví, jehož součástí byl i Reichenstein/Rychleby, ovládáno českou šlechtou a českými panovníky. 

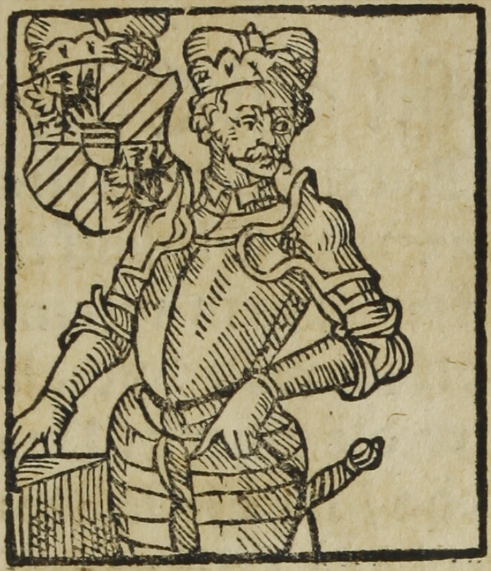
Kníže Karel I. Minsterberský, zakladatel rychlebské mincovny, na kresbě Bartoloměje Paprockého z roku 1593

V letech 1456 –1462 vlastnil Minsterberské knížectví ve Slezsku český král Jiří z Poděbrad, po něm pak jeho syn Jindřich I. starší z Minsterberka. V roce 1498 převzal Minsterberské knížectví a Olešnické knížectví Poděbradův vnuk Karel I. Minsterberský, který zde vládl až do své smrti v roce 1536.
V roce 1502 minsterberský kníže, který byl zároveň nejvyšším hejtmanem Českého království, jako majitel města a dolů v Rychlebech získali právo razit zlaté guldeny a dukáty. V roce 1507 rozhodl o přemístění dosavadní mincovny z Ząbkowic Śląských na rychlebský hrad. Po třinácti letech, v roce 1520, nechal v centru Reichensteinu postavit novou knížecí mincovnu z kamene a cihel, obklopenou kamennou zdí, kterou zbudoval stavitel Hans Dypold .l

V téže době vznikly v Rychlebech i některé další historické budovy, jako např. Fuggerovský dům na rohu Placu Kościelného a náměstí (Rynek  nr.  20). Příslušníci minsterberské větve rodu pánu z Kunštátu a Poděbrad razili v Rychlebech své mince až do roku 1570.

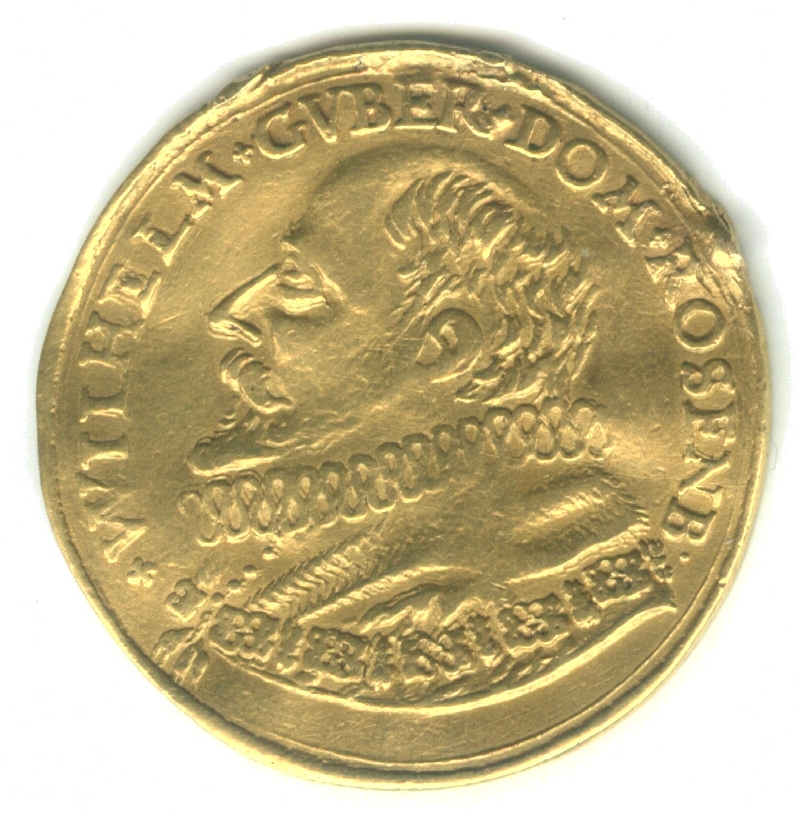
Zlatá mince Viléma z Rožmberka z roku 1585

V druhé polovině 16. století se do historie rychlebské mincovny významně zapsal přední český šlechtic a diplomat Vilém z Rožmberka. V 70. letech 16. století, kdy působil v Polsku v čele habsburské diplomatické mise, se dokonce stal jedním z kandidátů na polský trůn. Vilém z Rožmberka koupil v roce 1581 město Rychleby se všemi zdejšími zlatými doly a mincovnou, ve které začal razit vlastní zlaté a stříbrné mince. Na jejich líci bylo vyobrazení rožmberského vladaře, doprovázené nápisem GWILEL GUB DOM ROSEN. Na rubu mincí, podobně jako u starších mincí poděbradských, byl zobrazen svatý Kryštof a nápis MONE AUR REICHSTEIN. Na počest události, kdy se Vilém z Rožmberka stal rytířem Řádu zlatého rouna, byly v Rychlebech  roce 1585 raženy zvláštní zlaté mince o průměru 27 mm v hodnotě 2 a 4 dukátů . Na líci těchto mincí byl portrét  Viléma z Rožmberka, na rubu pak rožmberský erb, obepnutý řetězem s Řádem zlatého rouna.
Vilém z Rožmberka používal rychlebskou mincovnu až do své smrti v roce 1592, v letech 1592–1595 zde razil mince jeho mladší bratr a dědic Petr Vok z Rožmberka. V následujících letech vlastnictví města se zlatými doly a mincovnou přešlo na místní slezská knížata.
Rychlebská mincovna byla považována za nejvýznamnější mincovnu v celém Slezsku. Později se budova mincovny stala sídlem knížecího a císařského báňského úřadu, v letech 1769–1779 zde sídlil Vyšší báňský úřad, jemuž podléhaly všechny slezské doly.
Ještě později zde bylo sídlo městského soudu a poté místní Střední chemické školy. V 21. století historická budova mincovny slouží jako bytový dům.

## Popis
Mincovna byla vybudována pouhé dvě desítky metrů jižně od někdejšího evangelického kostela svatého Kryštofa, postaveného v letech 1513 – 1517, a zhruba 70 metrů jižně od rychlebského náměstí. Opevněná stavba, obklopená kamennou zdí, byla zhotovena z kamene a cihel. Středem domu vedl klenutý průjezd, na obou stranách uzamykatelný branami. Dům je patrový, střecha je krytá taškami. Zvláštností je úzká podzemní chodba, která spojuje sklepy mincovny s kryptou pod rychlebským renesančním evangelickým kostelem.

## Galerie

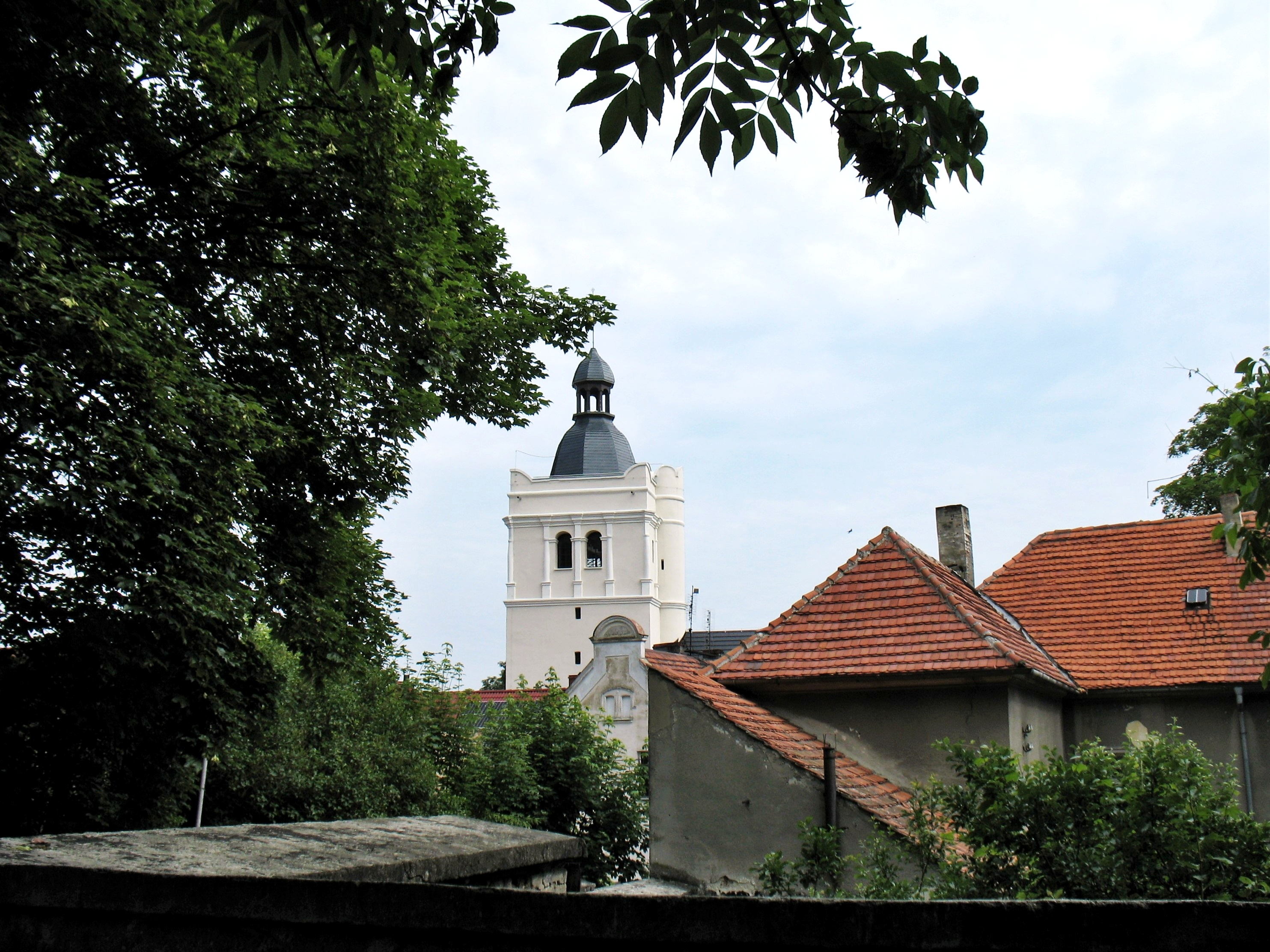
Pohled od jihu na zadní trakt mincovny a kostel sv. Kryštofa
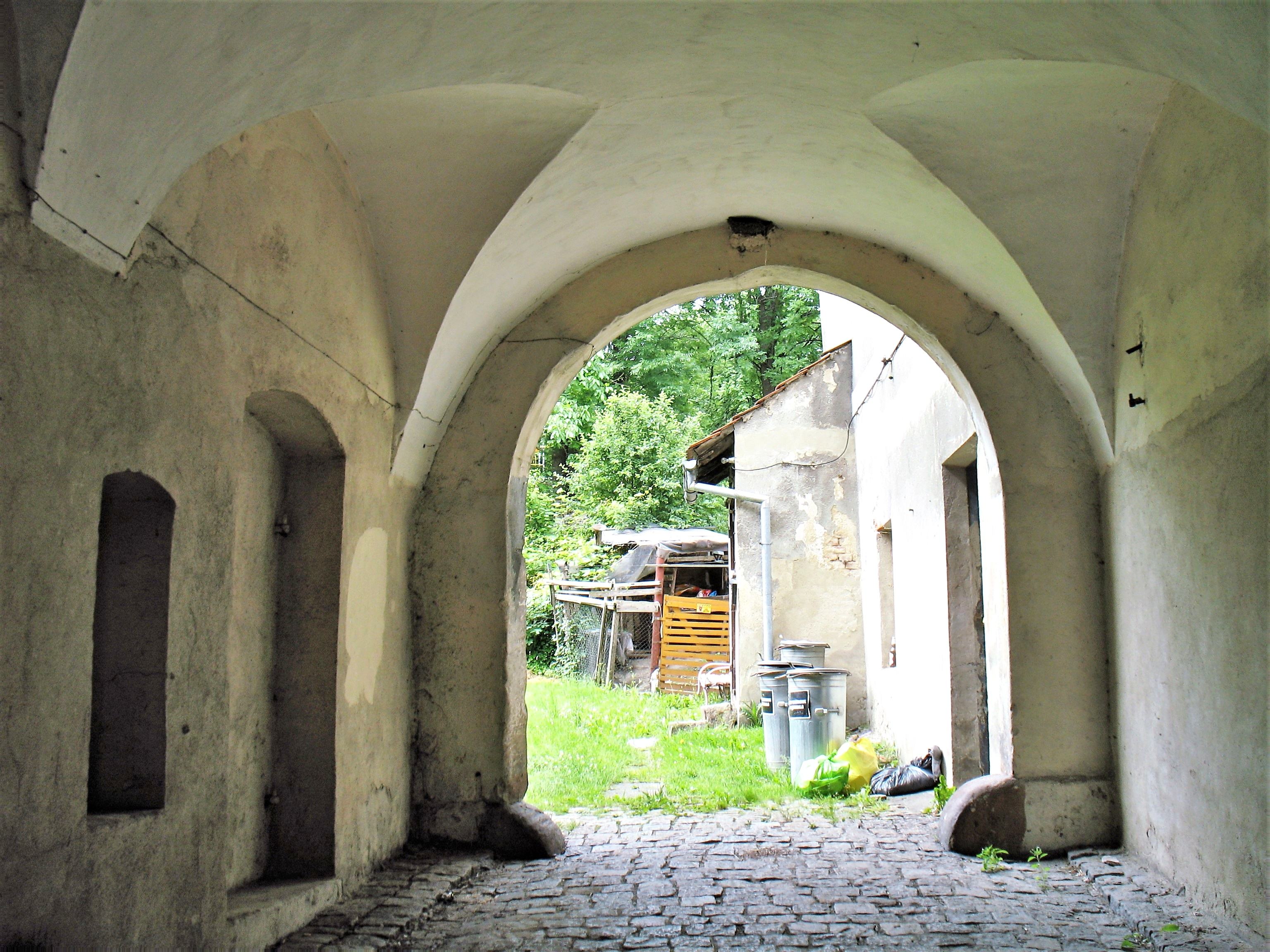
Průjezd s klenutým stropem
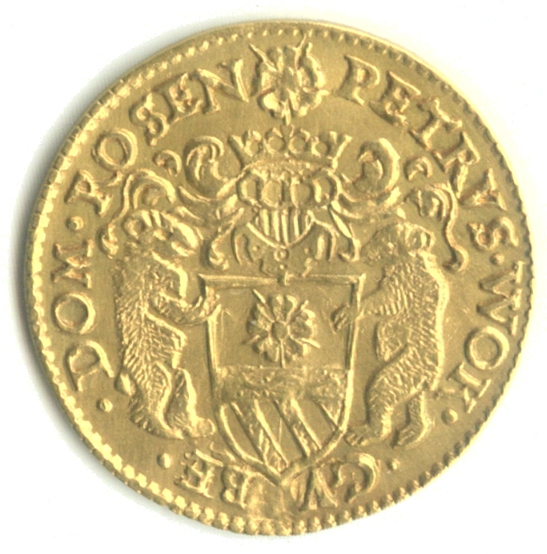
Mince Petra Voka z Rožmberka z roku 1594
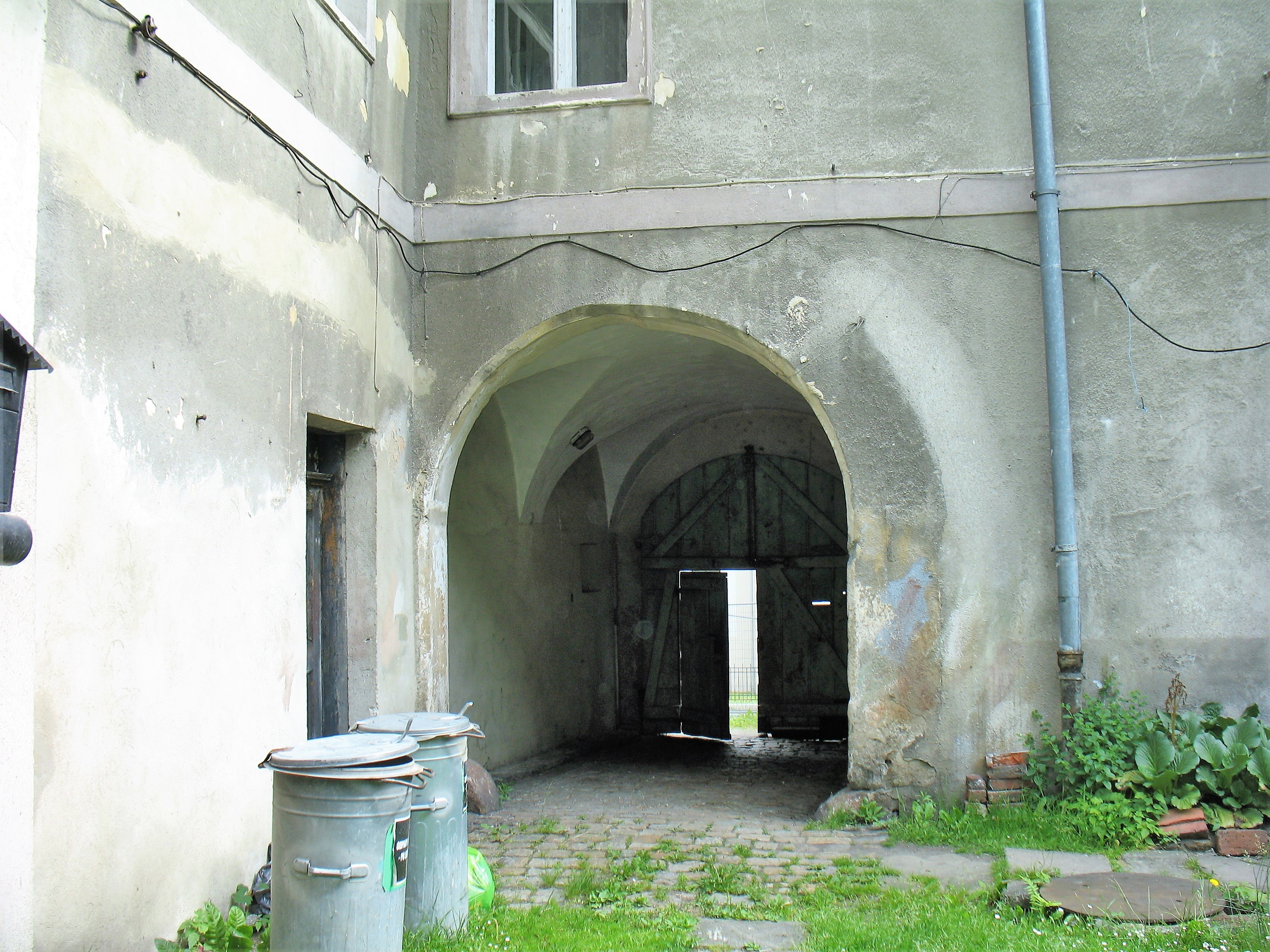
Dvůr historické mincovny
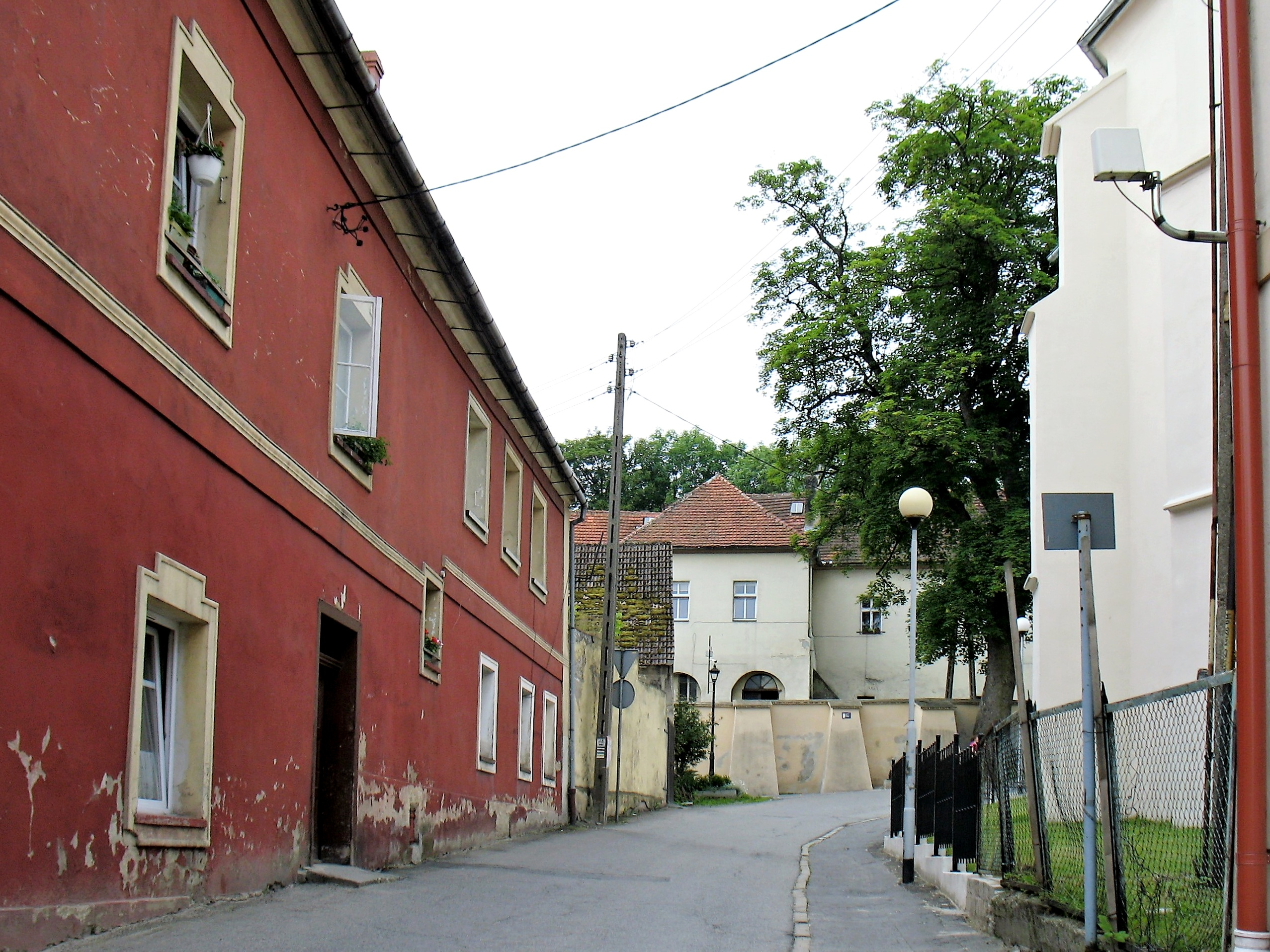
Pohled z ulice Plac Kościelny, vlevo dům Fuggerů